# Gajahbendo
Gajahbendo is een bestuurslaag in het regentschap Pasuruan van de provincie Oost-Java, Indonesië. Gajahbendo telt 3144 inwoners (volkstelling 2010).